# 펑펑
펑펑(중국어: {{{2}}}, 2000년 11월 24일 ~ )은 중국의 축구 선수로 포지션은 골키퍼이며 현재 중국 슈퍼리그 Shenzhen Peng City 소속이다.